# Janusz Wójcik (lekkoatleta)
Janusz Wójcik (ur. 29 lutego 1964) – polski lekkoatleta specjalizujący się biegach długich, mistrz Polski.

## Kariera sportowa
Był zawodnikiem Górnika Brzeszcze i Kolejarza Katowice.
W 1994 został mistrzem Polski, wygrywając Maraton Toruński. 
Rekordy życiowe:
- 3000 m: 8:08,99 (4.06.1987)
- 5000 m: 13:59,12 (30.07.1988)
- 10000 m: 29:00,39 (20.06.19889)
- półmaraton: 1:05:38 (3.03.1996)
- maraton: 2:13:55 (1.05.1994)